# 兵庫県道338号高田久々知線
兵庫県道338号高田久々知線（ひょうごけんどう338ごう たかだくくちせん）は、兵庫県尼崎市を通る一般県道である。

## 概要
尼崎市戸ノ内町1丁目から尼崎市久々知西町2丁目に至る。路線のほぼすべてが山手幹線の一部を構成する。

### 路線データ
- 起点：尼崎市戸ノ内町1丁目[1]（大阪府道152号庄本牛立線[注釈 1]起点）
- 終点：尼崎市久々知西町2丁目[1]（久々知交差点、兵庫県道13号尼崎池田線交点）
- 総延長：2.1 km[1]

## 路線状況

### 通称
- 山手幹線

### 重複区間
- 大阪府道・兵庫県道41号大阪伊丹線（尼崎市次屋3丁目・次屋交差点 - 尼崎市下坂部4丁目・下坂部北交差点）

### 道路施設

#### 橋梁
- 戸ノ内橋（猪名川、尼崎市）
- 藻川橋（藻川、尼崎市）

## 地理

### 通過する自治体
- 尼崎市

### 交差する道路
| 交差する道路                                  | 交差する場所    | 交差する場所        |
| --------------------------------------------- | --------------- | ------------------- |
| 大阪府道152号庄本牛立線                       | 戸ノ内町1丁目   | 起点                |
| 大阪府道・兵庫県道41号大阪伊丹線 重複区間起点 | 次屋3丁目       | 次屋交差点          |
| 大阪府道・兵庫県道41号大阪伊丹線 重複区間終点 | 下坂部4丁目     | 下坂部北交差点      |
| 兵庫県道13号尼崎池田線 / 産業道路             | 久々知西町2丁目 | 久々知交差点 / 終点 |

### 交差する鉄道
- 山陽新幹線
- 福知山線

### 沿線
- 猪名川
- 藻川
- 尼崎市立小田北中学校